# Regne d'Anuradhapura
El Regne d'Anuradhapura (Sinhala: අනුරාධපුර රාජධානිය, Tamil:அனுராதபுர இராச்சியம்), anomenat així per la seva ciutat capital, fou el primer regne establert a l'antiga Ceilan. Fundat pel rei Pandukabhaya el 377 aC, l'autoritat del regne es va estendre per tot el país, tot i que diverses àrees independents van emergir de tant en tant, i encara més nombroses cap al final del regne. No obstant això, el rei de Anuradhapura va ser vist com el governant suprem del país per tot el període d'Anuradhapura període. El budisme va jugar una funció forta en aquest període, influint en la seva cultura, lleis, i mètodes de governança. La societat i la cultura van ser revolucionades quan la fe va ser introduïda durant el regnat del rei Devanampiya Tissa; aquest canvi cultural fou encara més enfortit per l'arribada de la relíquia de la Dent de Buda a Ceilan i el seu patronatge estès pels seus governants.
Les invasions d'India del sud foren una amenaça constant per tot el període d'Anuradhapura . Governants com Dutthagamani, Valagamba, i Dhatusena foren notables per derrotar els Indis del sud i recuperar el control del regne. Altres governants que són notabled per les seves consecucions militars inclouen a Gajabahu I, que va llançar una invasió contra els invasors, i Sena II, que va enviar els seus exèrcits per assistir un príncep de Pandya.
Com que el regne era en gran part basat en la agricultura, la construcció de treball d'irrigació era una tasca important del regne d'Anuradhapura, assegurant subministrament d'aigua en la zona seca i ajudant el país a ser auto suficient. Diversos reis, principalment Vasabha i Mahasena, va construir gran reserves i canals, els quals van crear una vasta zona de reg i una complexa xarxa al Rajarata (meitat nord de l'illa) en tot el període Anuradhapura. Aquestes construccions són una indicació de l'avançat tècnic i les habilitats d'enginyeria que es van utilitzar per crear-los. Les famoses pintures i estructures a Sigiriya; les stupes de Ruwanwelisaya i Jetavana, i altres grans stupas; edificis grans com el Lovamahapaya; i obres religioses (com els nombrosos Budes) demostren l'avenç en el període d'Anuradhapura en escultura.

## La ciutat d'Anuradhapura
El 543 aC, el príncep Vijaya (543–505 aC) va arribar a Sri Lanka, havent-hi estat expulsat de la seva pàtria a l'Índia. Finalment va posar l'illa sota el seu control i es va establir com a rei. Després va establir pobles i colònies per tot el país. Una d'aquestes va ser establert per Anuradha, un ministre del reo Vijaya, en les ribes d'un riu anomenat Kolon i va ser anomenat Anuradhagama.
El 377 aC, el rei Pandukabhaya (437–367 aC) la va fer la seva capital i va desenvolupar allí una prospera ciutat. Anuradhapura (o Anurapura) Va ser anomenada pel ministre que va establir el poble i d'un avi de Pandukabhaya que va viure allà. El nom era també derivava de l'establiment de la ciutat en el lloc de bon auspici anomenat Anura. Anuradhapura fou la capital de tots el monarques que va governar el país durant en anomenat regne d'Anuradhapura, a excepció de Kashyapa I(473–491), qui va escollir Sigiriya com la seva capital. La ciutat apareix marcada en el mapa mundial de Ptolemeu.

## Història
El rei Pandukabhaya, el fundador i primer governant del regne d'Anuradhapura va fixar les fronteres del país i va establir un sistema d'administració per fixar el cap del poble. Va construir ermites, cases pels pobres, cementiris i tancs de reg. Va portar una gran porció del país sota el control del regne d'Anuradhapura. Tanmateix, no va ser fins al regnat de Dutthagamani (161–137 aC) que el país sencer fou unificat sota l'autoritat d'Anuradhapura. Va derrotar 32 governants en diferents parts del país abans de matar a Elalan, el governant Chola que havia ocupat Anuradhapura, i va pujar al tron. La crònica Mahavansa descriu el seu regnat amb molt elogi, i dedica 11 dels 37 capítols al seu regnat. Igual que Elalan és descrit com un rei de guerrer i un devot budista. Després d'unificar el país, va ajudar a establir el budisme sobre una base ferma i segura, i va construir diversos monestirs i santuaris incloent-hi el Ruwanweli Seya i el Lovamahapaya.
Un altre rei notable d'Anuradhapura fou Valagamba (103, 89–77 BC), també conegut com a Vatthagamani Abhaya, qui fou expulsat per fins a cinc invasors d'India del sud però va recuperar el seu tron després de derrotar aquests invasors un per un i va unificar el país un altre cop sota el seu govern. Saddha Tissa (137–119 aC), Mahaculi Mahatissa (77–63 aC), Vasabha (67–111), Gajabahu I (114–136), Dhatusena (455–473), Aggabodhi I (571–604) i Aggabodhi II (604–614) estigueren entre els governants que van dominar tot el país sencer després de Dutthagamani i Valagamba. Els governants des de Kutakanna Tissa (44–22 aC) a Amandagamani (29–19 aC) també van dirigir el país sencer des de la caotal Anuradhapura. Altres governants no van poder mantenir el seu govern sobre l'illa sencera, i les regions del sud sovint es va fer independents (Ruhuna i Malayarata o país dels turons) per limitats períodes. Durant els anys finals del regne d'Anuradhapura les rebel·lions van esclatar i l'autoritat dels reis gradualment van declinar. En temps de Mahinda V (982–1017), el darrer rei d'Anuradhapura, el govern reial havia esdevingut tan dèbil que i ni tan sols podia organitzar correctament la recaptació d'impostos.
Durant els temps de Vasabha, Mahasena (274–301) i Dhatusena, la construcció de grans tancs de reg i canals va tenir prioritat. Vasabha va construir 11 tancs i 12 canals, Mahasena va construir 16 tancs i un gran canal, i Dhatusena va construir 18 tancs. La majoria dels altres reis també van construir tancs de reg per tot el Rajarata (meitat nord de l'illa), sobretot a l'àrea al voltant d'Anuradhapura. Pel final del regne d'Anuradhapura, un gran sistema de reg i una intricat xarxa era disponible per tot el Rajarata (o Raja Rata) per donar suport a l'agricultura del país.

### Arribada del budisme

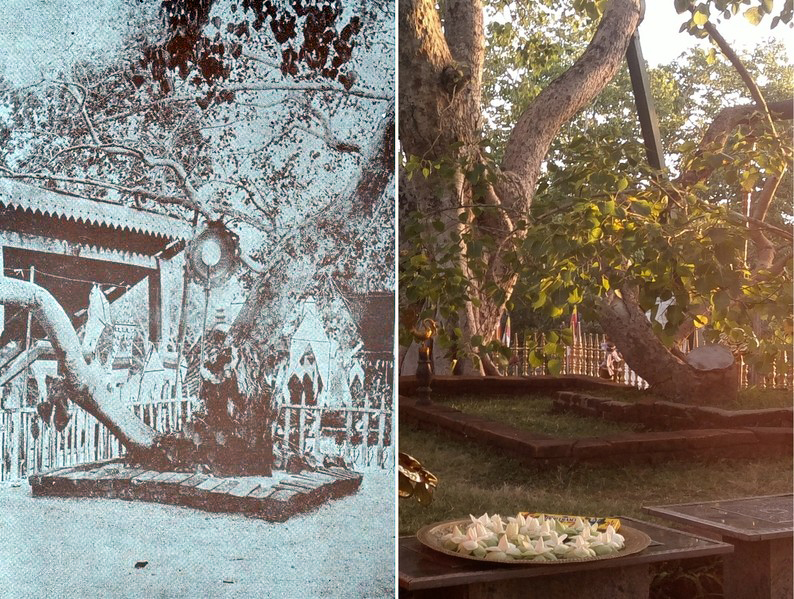
El Jaya Sri Maha Bodhi avui, al qual el regne va ser ofert per Devanampiya Tissa.

Un dels esdeveniments més notables durant el regne d'Anuradhapura fou la introducció de budisme al país. Una forta aliança va existir entre Devanampiya Tissa (250–210 aC) i Asoka de l'Índia, el qual va enviar al monjo Arahat Mahinda, quatre altres monjos, i un novícia a Sri Lanka. Van trobar a Devanampiya Tissa a Mihintale. Després d'aquesta reunió, Devanampiya Tissa va abraçar el budisme i l'ordre dels monjos va ser establerta en el país. Devanampiya Tissa, guiat per Arahat Mahinda, va fer passos per establir fermament el budisme en el país.
Poc després, la princesa i bhikkhuni (una mena de monja) Sanghamitta va arribar de l'Índia per tal d'establir el Bhikkhuni sasana (una ordre de monges) al país. Va portar un plançó del Sri Maha Bodhi, l'arbre sota el que Buda va assolir la il·luminació, el qual fou llavors plantat a Anuradhapura. Devanampiya Tissa va establir en el seu regne el recent plantat Jaya Sri Maha Bodhi. Això és considerat l'establiment del budisme a Sri Lanka

### Arribada de la relíquia de la Dent Sagrada
Durant el regnat de Kithsirimevan (301–328), Sudatta, el subrei de Kalinga, i Hemamala van portar la relíquia de la Dent de Buda a Sri Lanka a causa de malestar en el seu país. Kithsirimevan el va portar en processó i va col·locar la relíquia en una mansió que va anomenar Datadhatughara. Va ordenar que aquesta processó es fes anualment, i això es fa com a tradició en el país. La Dent de Buda aviat esdevingué un dels objectes més sagrats del país, i un símbol de reialesa. La persona que estava en possessió de la Dent seria el governant de dret del país. Per això sovint es va mantenir dins del palau reial.

### Invasions
Diverses invasions van afectar el regne d'Anuradhapura, totes les quals va ser llançades des de l'Índia del sud. La primera invasió enregistrada en la història del país fou durant el regnat de Suratissa (247–237 aC), en la que fou enderrocat per dos comerciants de cavalls de l'Índia del sud anomenats Sena i Guththika. Després de governar el país per 22 anys, van ser derrotats per Asela (215–205 aC), que al seu torn foren enderrocats per una altra invasió dirigida per un príncep Chola anomenat Elara (205–161 aC). Elara va governar durant 44 anys abans de ser derrotat per Dutthagamani (Duttugamunu). Tanmateix, el Mahavamsa rècorda que aquests reis estrangers van governar el país per la força i legalment.
El país va ser envaït un altre cop el 103 aC per cinc caps dravídics anomenats Pulahatta, Bahiya, Panya Mara, Pilaya Mara i Dathika, que van governar fins al 89 aC quan van ser derrotats per Valagamba. Una altra invasió va ocórrer el 433, i el país va caure sota el control de sis governants d'Índia del sud. Aquests foren Pandu, Parinda, Khudda Parinda, Tiritara, Dathiya i Pithiya, sent aquest derrotat per Dhathusena que va recuperar el poder el 459. Més invasions i incursions des de l'Índia del sud van ocórrer durant els regnats de Sena I (833–853) i Udaya III (935–938). La invasió final durant el regne d'Anuradhapura, amb què va acabar el regne i va deixar el país sota el govern dels Colas, va tenir lloc durant el regnat de Mahinda V.
Tanmateix, cap d'aquests invasors va poder estendre el seu govern a Ruhuna, la part del sud del país, i els governants singalesos i els seus hereus sempre van reorganitzar els seus exèrcits en aquesta àrea i van aconseguir recuperar el seu tron.Durant tota la història de Sri Lanka, Ruhuna va servir com a base per moviments de resistència.

### Final del regne
El 993, l'emperador Chola Rajaraja I va envair Sri Lanka, forçant el llavors governant singalès Mahinda V a fugir a la part del sud del país. El Mahavamsa descriu el govern de Mahinda V com dèbil, i el país patia de pobresa per aquest temps. També esmenta que el seu exèrcit es va aixecar en contra d'ell a causa de la manca de pagament dels sous. Aprofitant aquesta situació, Rajendra I Chola, fill de Rajaraja I, va llançar una gran invasió el 1017. Mahinda V va ser capturat i portat a l'Índia, i els coles va saquejar la ciutat d'Anuradhapura. Van moure la capital a Polonnaruwa i els posteriors governants singalesos que van arribar al poder després del regnat dels choles van continuar utilitzant-la com a capital, acabant així el regne d'Anuradhapura.

## Administració

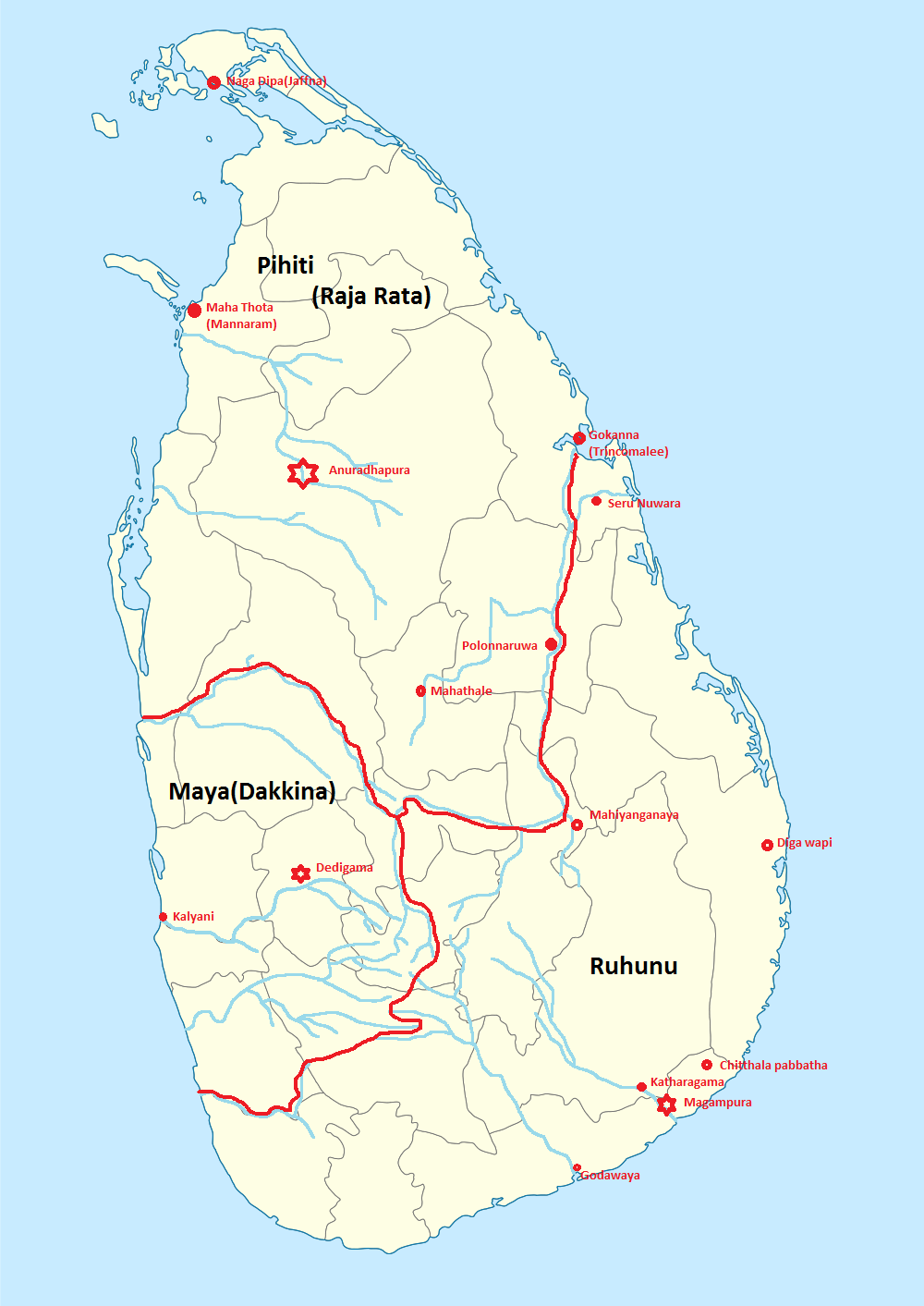
Sub-Territoris d'Anuradhapura

El regne estava sota el govern d'un rei. Les cerimònies de consagració i els rituals associats amb la reialesa van començar durant el regnat de Devanampiya Tissa, sota la influència d'Asoka de l'Índia. El país sencer va quedar sota el govern d'un monarca únic per Dutthagamani per primer cop. Abans d'això, va tenir diversos principats independents del regne d'Anuradhapura. La successió del tron era patrilineal, o si no podia ser el cas, heretava el germà gran del rei anterior. El rei d'Anuradhapura va ser vist com el governant suprem per tota l'illa, fins i tot en el temps en què no va tenir control absolut de tot el territori.
Quatre dinasties van governar el regne fins a la seva final. Els governants de Vijaya fins a Subharaja (rei del 60 al 67) són generalment considerats com la dinastia de Vijayan. Pandukabhaya fou el primer governant del regne d'Anuradhapura el regne que va pertànyer a aquesta dinastia. La dinastia de Vijayan va existir fins que Vasabha, del clan Lambakanna, va agafar el poder l'any 66 dC. El seu ascens al tron va suposar l'inici de la primera dinastia Lambakanna la qual va governar el país per més de tres segles. Una dinastia nova va començar amb Dhatusena el 455. Anomenada la dinastia Moriya, els orígens d'aquesta línia són incerts tot i que alguns historiadors els tracen dels prínceps Shakya que van acompanyar el plançó del Sri Maha Bodhi a Sri Lanka. La darrera dinastia del període d'Anuradhapura fou la segona dinastia Lambakanna, que va començar amb Manavamma (684–718) que va agafar el poder el 684 i el va mantenir fins al darrer governant d'Anuradhapura, Mahinda V.

### Oficials i govern
Els oficials reials estaven dividits en tres categories; els oficials agregats al palau, oficials de l'administració central i oficials de l'administració provincial. Una de les posicions més importants era el purohita, el conseller del rei. El rei també va tenir un consell de ministres anomenat amati paheja. En l'administració central, el senapati (Comandant-en-cap de l'Exèrcit) era una posició destacada, el segon després del rei, i exercit per un membre de noblesa. Aquesta posició, i també les posicions de yuvaraja (sub rei), posicions administratives en les províncies del país i províncies i ports importants, era sovint exercits per parents del rei.
El regne era sovint dividit en seccions o províncies i governat per separat. Rajarata, l'àrea al voltant de la capital, estava sota l'administració directa del rei, mentre Ruhuna (part del sud del país) i Malaya Rata (país dels turons) van ser governades per oficials anomenats apa i mapa. Aquestes unitats administratives eren dividides en unitats més anomenades rata; els seus oficials eren anomenats ratiya o ratika. La unitat administrativa més petita era el gama (poblet), sota un cap de poble conegut com a gamika o gamladda.

### Sacerdoci budista
Un enllaç estret existia entre el governant i el Sangha (sacerdoci budista) des de la introducció de budisme al país. Aquesta relació fou enfortida durant el regnat de Dutthagamani. Els monjos sovint aconsellaven i fins i tot guiaven al rei en les seves decisions. Aquesta associació era inicialment amb la secta Mahavihara, però pel mig del segle i aC, la secta Abhayagiri també havia començat a tenir una relació propera amb el governant del país. Pel final del segle iii, la secta Jetavana va esdevenir també propera al governant. Diferències entre el governant i el sacerdoci sovint debilitaven al govern, com va passar durant el regnat de Lanjatissa. Fins i tot el moviment de resistència de Valagamba fou inicialment dificultat a causa d'un enfrontament amb la secta Mahavihara, i va tenir èxit només després que es va acordar la reconciliació. Alguns governants només afavorien una secta, però això sovint provocava malestar en el país i la majoria de governants donaven suport a totes les sectes. Malgrat això, els establiments religiosos eren sovint saquejats durant temps de conflicte intern pels mateixos governants, com durant els regnats de Dathopatissa I (639–650) i Kashyapa II (650–659).

### Llei
Les costums, les tradicions i els principis morals es van basar en el budisme que va ser utilitzat com a base de la llei. Les lleis específiques foren finalment desenvolupades i es van adoptar. Samantapasadika, un historiador del segle v, dona detalls de controls complexos sobre el robatori de peixos. El cap judicial va ser conegut com a viniccayamacca i hi hi havia diversos agents judicials sota d'ell coneguts com a vinicchayaka. A part d'ells, els caps de poble i els governadors provincials tenien també el poder d'emetre judicis. El rei era el jutge final en disputes legals, i tots els casos contra membres de la família reial i alt dignitaris de l'estat eren jutjats per ell. Tanmateix, el rei havia d'exercir aquest poder amb cura i després de consultar amb els seus assessors. Udaya I va enregistrar judicis que van ser considerats precedents importants en els records reials per tal de mantenir uniformitat en les decisions judicials.
Inicialment, l'administració de la justícia a nivell de poble era la responsabilitat d'assemblees de poble, les quals normalment consistien en els majors del poble. Tanmateix, cap al final del regne d'Anuradhapura, un grup de deu pobles, conegut com a dasagam, fou responsable d'aplicar justícia en aquella àrea. Les lleis i mesures legals que havien de seguir van ser proclamades pel rei. Diverses inscripcions a la roca que enregistren aquestes proclamacions han estat trobades en excavacions arqueològiques. Els càstigs van diferir entre governant i governant. Alguns reis, com Sanghabodhi (247–249) i Voharika Tissa (209–231) foren indulgents en aquest aspecte, mentre governants com Ilanaga (33–43) i Jetthatissa I (263–273) foren més durs. Tanmateix, delictes com traïció, assassinat i matança de bestiar eren generalment punibles amb la mort.

## Economia
L'economia del regne d'Anuradhapura estava basada principalment en l'agricultura. El producte agrícola principal era l'arròs, el cultiu del qual tenia el suport d'una xarxa de reg intricada. El cultiu d'arròs va començar al voltant del Malvatu oya, Deduru oya i el riu Mahaweli i estès després per tot el país. Canvis del cultius es feien durant les estacions plujoses. L'arròs va ser produït en dues estacions principals anomenades Yala i Maha. A causa de la producció extensiva d'arròs, el país era majoritàriament auto-suficient. El cotó va ser cultivat extensament per conèixer els requisits de tela. Canya de sucre i sèsam també es cultivaven i hi ha referències freqüents en la literatura clàssica a aquests productes agrícoles. Mill (dit africà) va ser cultivat com a substitut de l'arròs, particularment en la zona seca del país. Superàvits d'aquests productes, principalment arròs, van ser exportats.

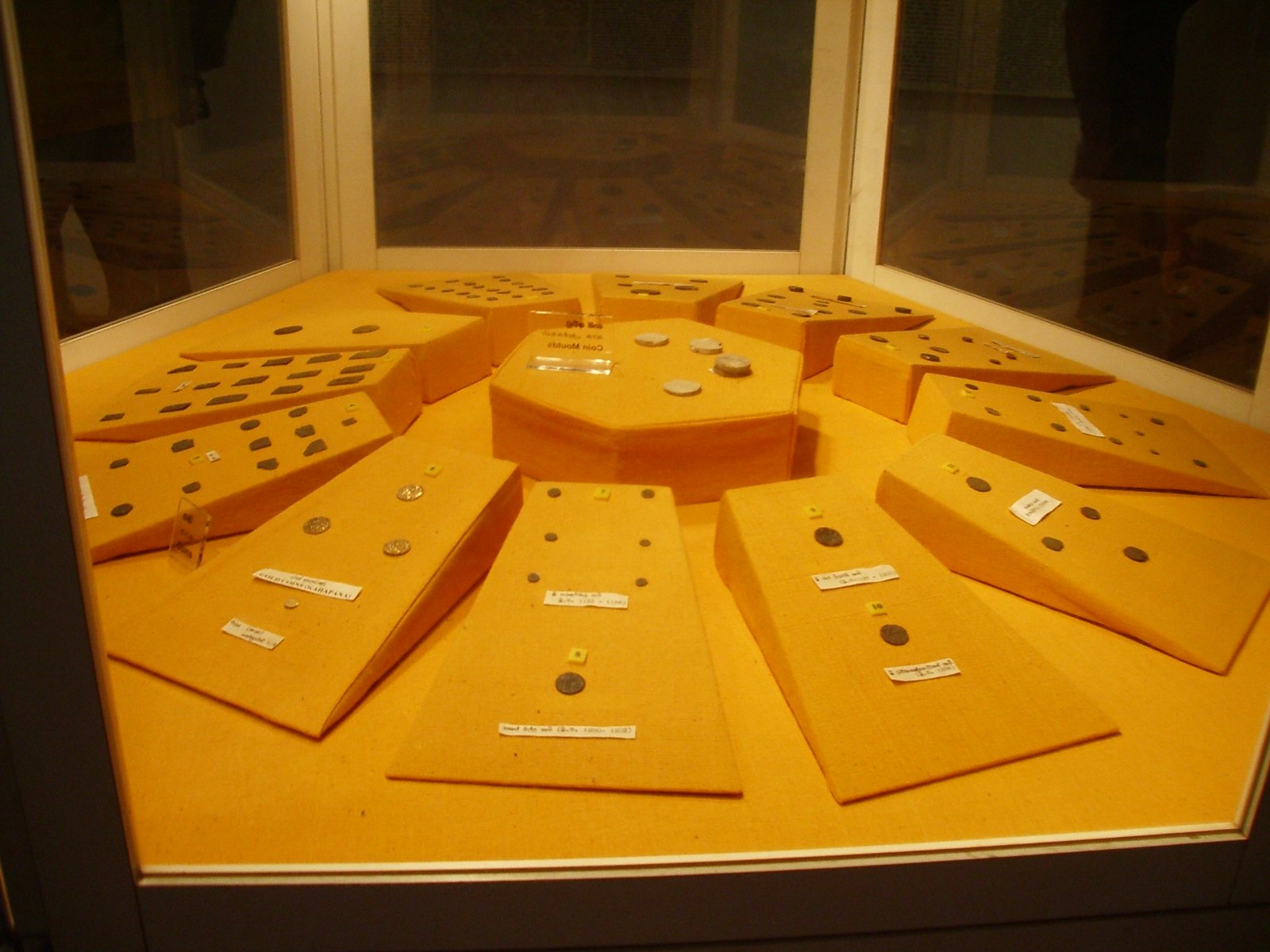
Les monedes antigues que pertanyen al període d'Anuradhapura exhibides al museu d'Anuradhapura.

Els béns primaris exportats durant el període d'Anuradhapura ereb gemmes, espècies, perles i elefants, mentre ceràmiques, sedes, perfums i vins eren importades d'altres països. Mercaders estrangers, principalment àrabs, sovint actuaven com mediadors en aquestes importacions i exportacions. Teles de luxe també eren importades de la Xina i de l'Índia oriental. Una inscripció en pedra a Anuradhapura indica que el mercat o el basar era una funcionalitat important a la ciutat. El comerç era limitat en pobles de llavors ençà, ja que eren majoritàriament auto-suficients, però les mercaderies essencials com sal i metalls van haver de ser obtingudes de l'exterior. La posició del país en l'Oceà Índic i les seves badies naturals el van fer un centre de transit del comerç internacional. Ports com Mahatittha (Mannar) i Gokanna (Trincomalee) van ser utilitzats com a punts de comerç durant el regne d'Anuradhapura .

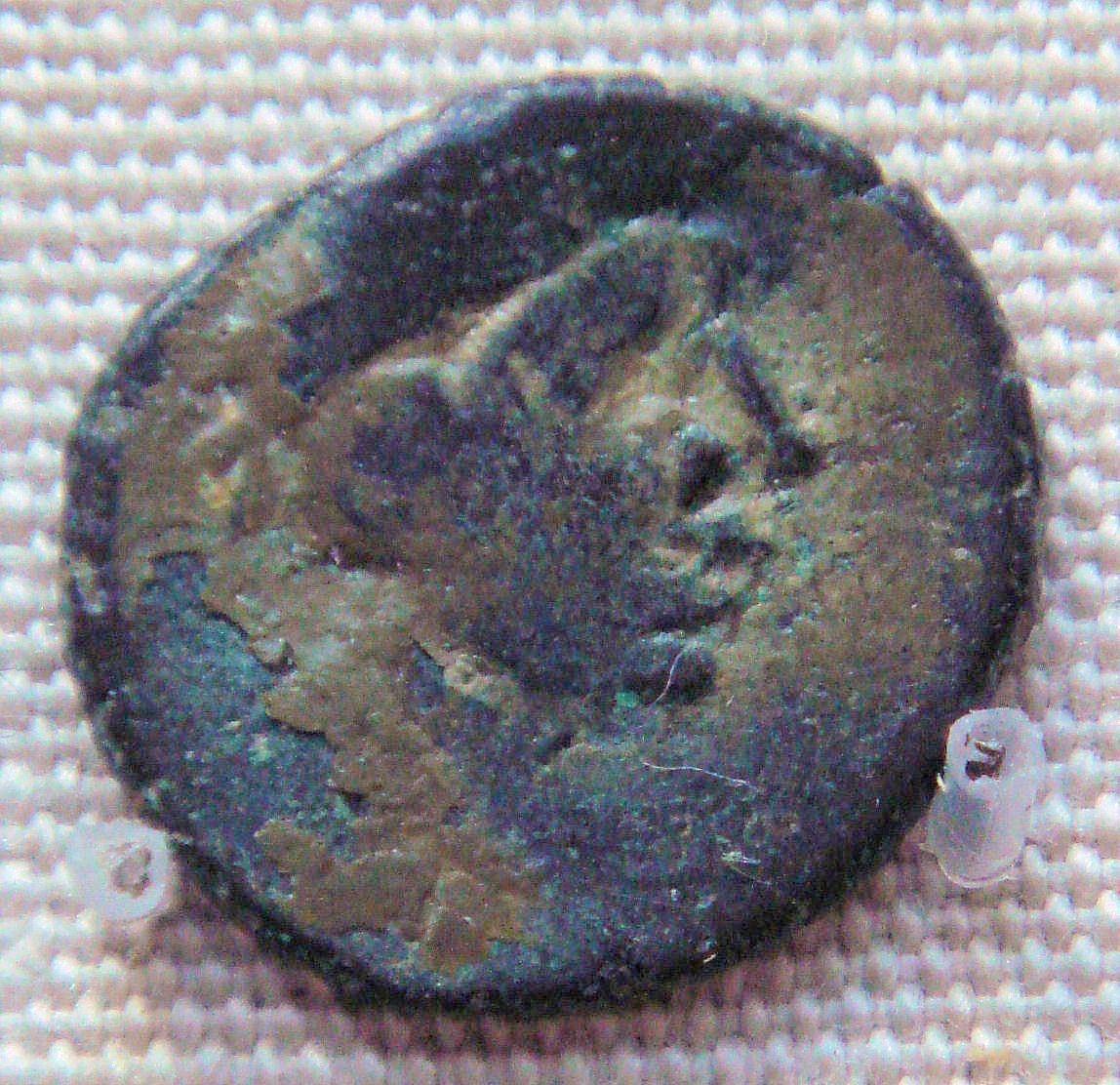
Imitació de bronze d'una moneda romana, Sri Lanka, segles IV-VIII

La moneda era sovint utilitzada per resoldre multes judicials, impostos i pagaments per béns o serveis. Tanmateix, les remuneracions per serveis al rei, els oficials i els temples eren sovint fetes en forma de ingressos de les terres. Les monedes més velles trobades a Anuradhapura daten de 200 aC. Aquestes monedes més primerenques eren peces marcades rectangulars de plata sent conegudes com a kahavanu. Finalment esdevingueren circulars en forma, i després en forma d'una mena de daus. Alguns metalls, particularment or i plata, van ser utilitzat també per comerciar. Elefants, cavalls, esvastiques i dharmacakra estaven generalment impresos a les monedes d'aquest període.
L'impost primari d'aquest període va ser anomenat bojakapati (impost de gra) i cobrat per cultivar la terra. Un impost d'aigua, anomenat dakapati era també cobrat per l'aigua utilitzada de les reserves. Drets de duana eren també imposat als ports. Aquells incapaços de pagar aquests impostos en efectiu s'esperava que participessin en serveis com reparar embassaments d'aigua. L'administració d'impostos era la tasca del Badagarika, el tresorer del rei .

## Reg i administració de l'aigua
La pluviositat en la zona seca de Sri Lanka és limitada a 50-75 polzades. Sota aquestes condicions, el cultiu alimentari era difícil, forçant els primers habitants a desenvolupar un sistema per emmagatzemar aigua per tal de mantenir un subministrament constant d'aigua pels seus cultius. Tancs de reg petits van ser construïts a nivell de poble, per donar suport als cultius d'aquell mateix poble. El primer embassament de mida mitjana fou el de Basawakkulama construït pel rei Pandukabhaya. Els embassaments de Nuwara Wewa i Tissa Wewa van ser construïts un segle més tard. Aquestes reserves va ser ampliades en anys subsegüents per diversos governants.

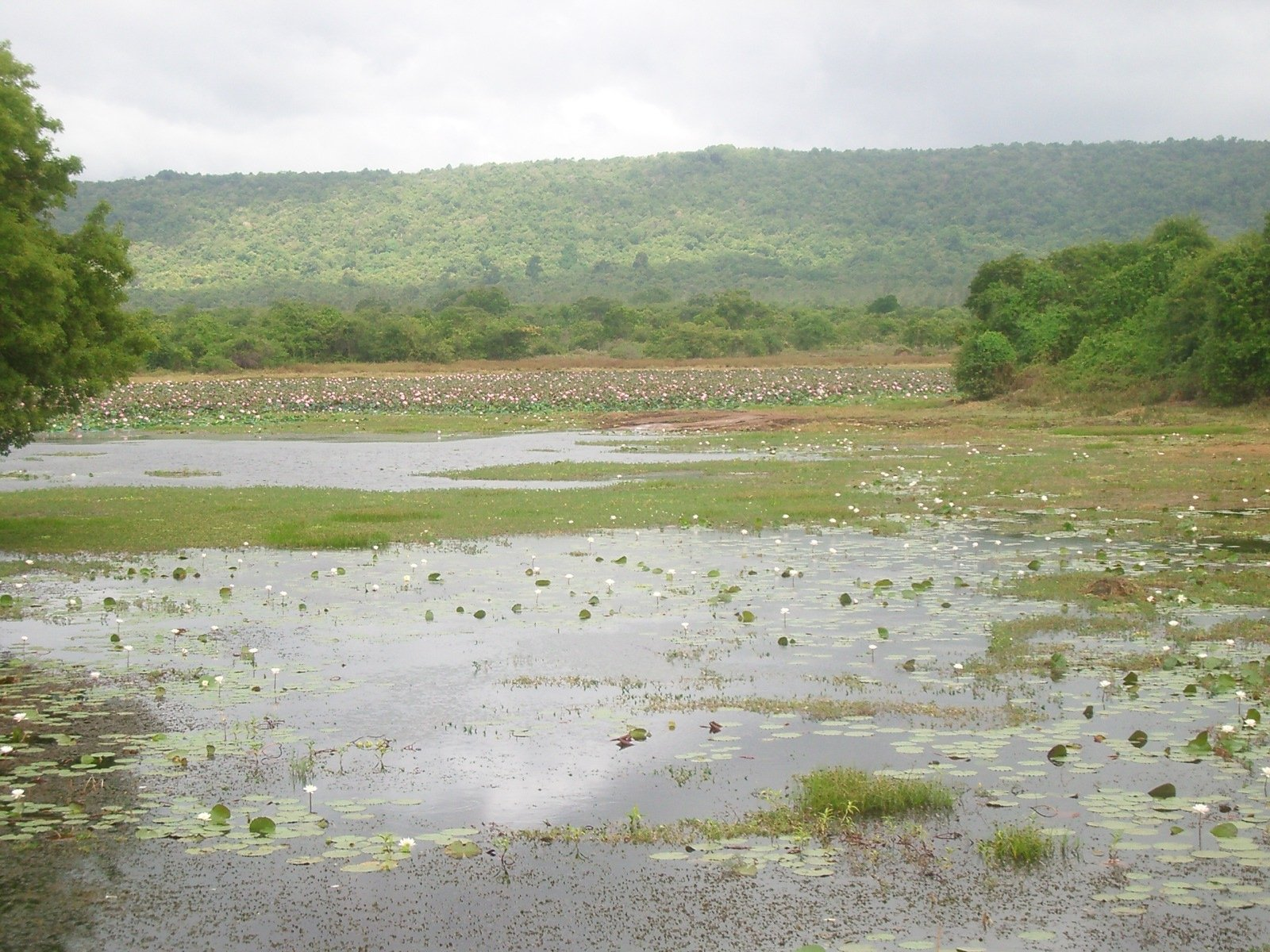
Un petit i ara no utilitzat llac de reg antic en Anuradhapura.

La construcció a gran escala de reserves d'aigua va començar en el segle I dC sota la direcció de Vasabha. El canal Alahara, fou construir en aquest període per contenir les aigües del riu Amban i desviar aigua a l'oest unes 30 milles (48 km). Entre les reserves construïdes durant el regnat de Vasabha, les de Mahavilacchiya i Nocchipotana tenen unes circumferències d'aproximadament 2 milles (3,2 km). Durant el regnat de Mahasen, el canal Alahara canal va ser eixamplat i allargat per subministrar aigua al novament construït tanc de Minneriya el qual va cobrir 4,670 acres (18,9 km2) i va tenir unes 1,25 milles (2.01 km) de llarg i 44 peus (13 m) d'alt. Va ser anomenat Minneri Deiyo (déu de Minneriya) i és encara referit com a tal per les persones en aquella àrea. La reserva de Kavudulu, el canal de Pabbatanta i la reserva de Hurulu estan entre les grans construccions de reg que es van dur a terme durant aquest període. Aquestes construccions van contribuir immensament a la millora de l'agricultura en les parts del nord i orientals de la zona seca. Reserves foren també construïdes en els afluents del Daduru Oya durant aquest període i així l'aigua es subministrava a la part sud-occidental de la zona seca. Aquesta conservació i la distribució de recursos d'aigua va assegurar que el subministrament d'aquesta fos suficient per tota la zona seca. James Emerson Tennent va descriure la xarxa de regatge antig.

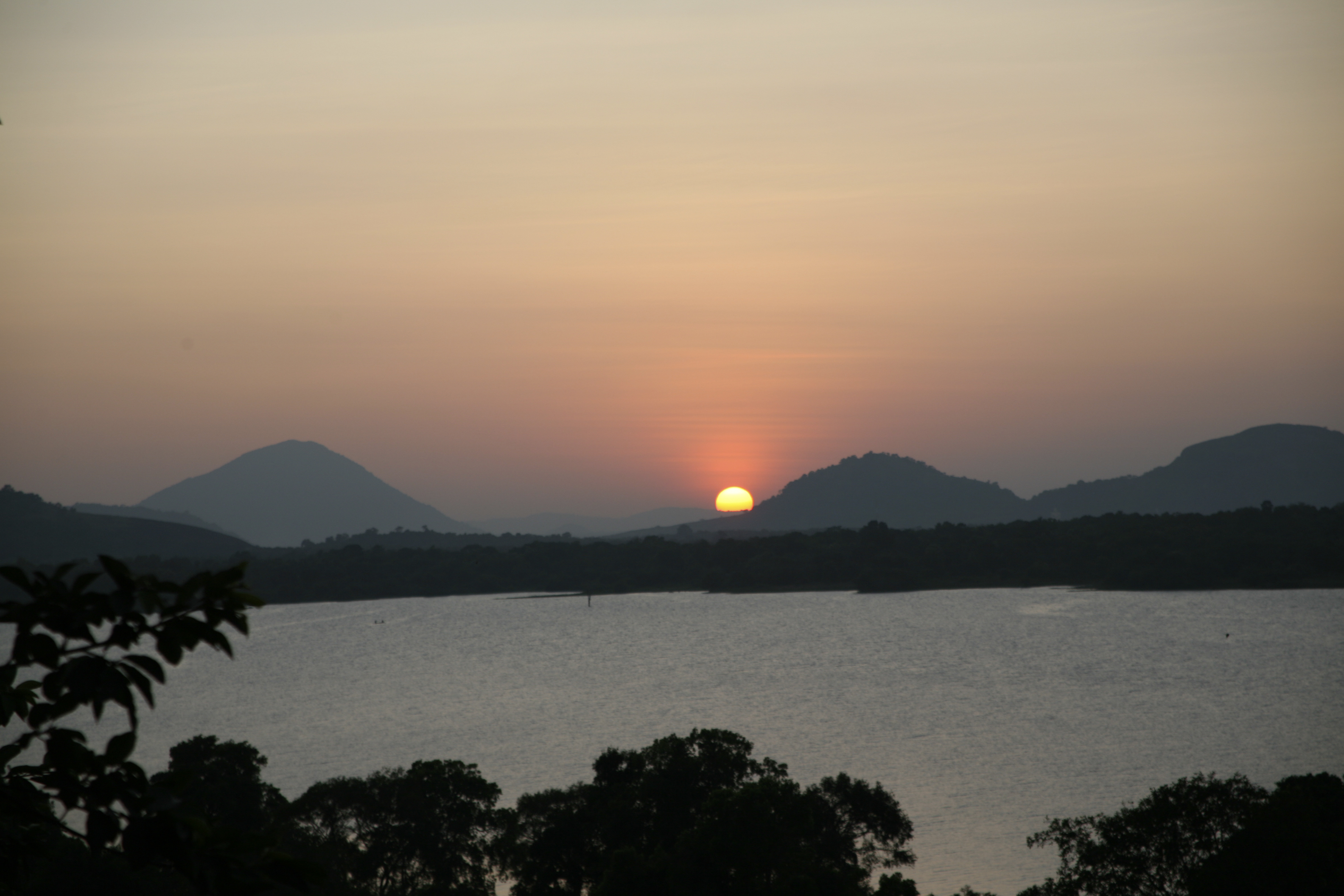
La reserva Kandalama es creu que fou construïda durant l'etapa última del regne, és un de molts tancs que formen una xarxa intricada.

Els recursos d'aigua de la zona seca foren també explotats durant els temps de Upatissa I i Dhatusena. La construcció del Kala Wewa, cobrint una àrea de 6,380 acres (25.8 km2) amb un embassament de 3,75 milles (6,04 km) de llarg i 40 peus (12 m) d'alt, va ser fet durant el regnat de Dhatusena. Un canal de 54 milles (87 km) anomenat el Jayaganga porta aigua del Kala Wewa al Tissa Wewa i alimenta una xarxa de canals més petits. La construcció d'aquesta xarxa és també atribuït a Dhatusena. El Jayaganga subministrava aigua a 180 quilòmetres quadrats de camps d'arrossar. Pel final del segle v, dos xarxes de reg, una recolzada en el riu Mahaweli i l'altre en el Malvatu Oya i Kala Oya, cobria l'àrea de Rajarata. El Mahavamsa recorda que molts altres governants van construir un nombre de tancs de reg, alguns dels quals encara no han estat identificats. Pel segle viii, tancs grans com Padaviya, Naccaduva, Kantale i Giritale ja existien i ajudaven a expandir la xarxa de regatge. Tanmateix, del segle VIII cap al final del regne d'Anuradhapura no hi va haver-hi molta activitat constructora d'obres de regatge.

### Tecnologia

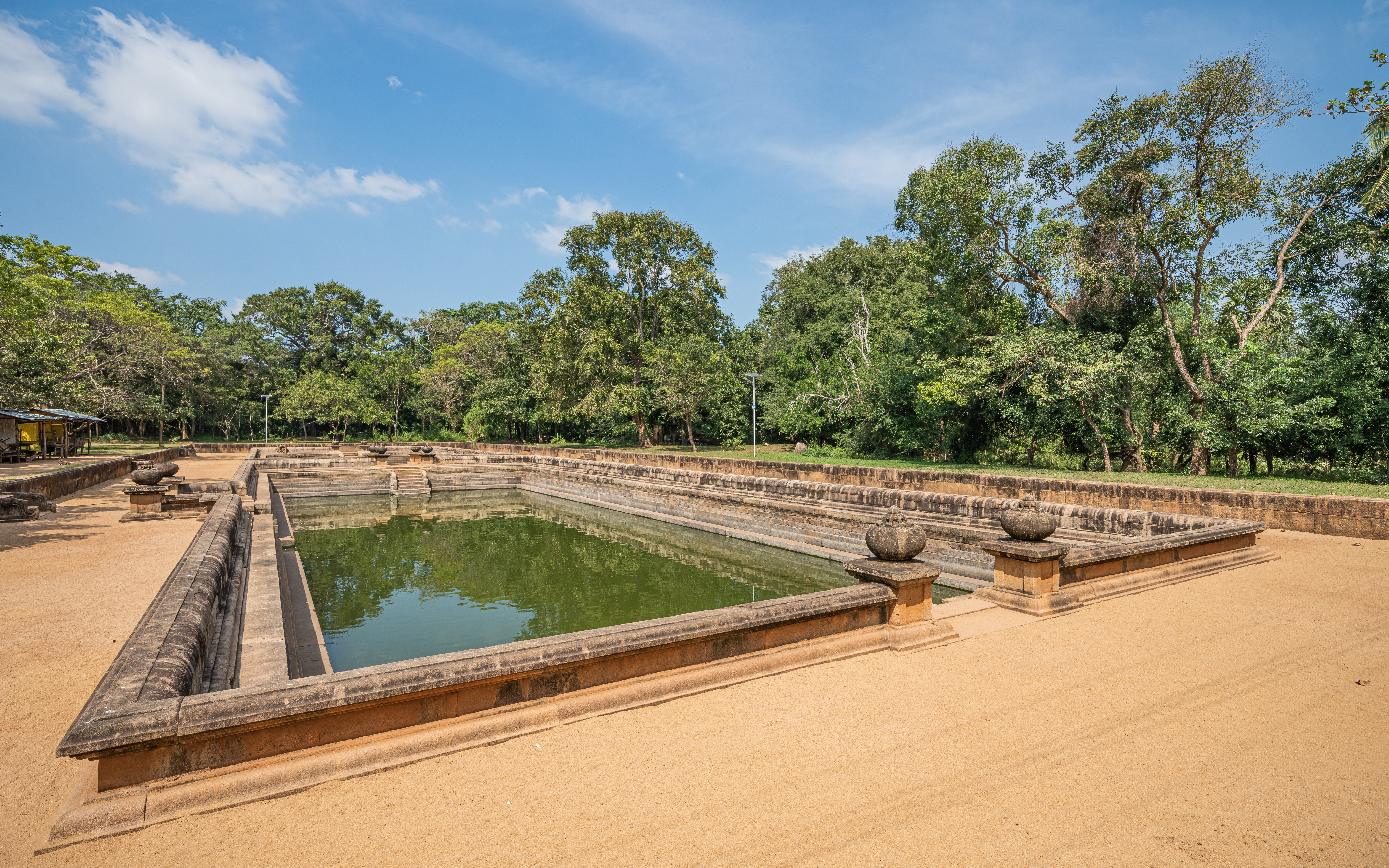
El subministrament d'aigua pel Kuttam Pokuna va ser obtingut a través de conductes subterranis

Una tecnologia avançada era requerida per la planificació i construcció de gran reserves i canals. Quan es construïen reserves, els buits entre serralades i zones seques de les planes van ser utilitzats per embassar cursos d'aigua. Dues tècniques diferents van ser utilitzades en la construcció; un mètode va implicar fer un embassament utilitzant formacions de roca natural a través d'una vall; l'altre va implicar desviar cursos d'aigua per construir canals i reserves. Totes les reserves i canals d'una àrea estaven interconnectades per una xarxa intricada, de manera que l'aigua sobrant d'una fluïa cap a l'altre. Les ubicacions d'aquestes construccions indiquen que els enginyers antics eren conscients de formacions geològiques en els llocs i el seu ús eficaç. Conductes subterranis també foren construïts per subministrar aigua a basses artificials, com el Kuttam Pokuna i les basses de Sigiriya.
El Jayaganga de 54 milles (87 km) de llarg té un gradient de sis polzades a la milla, el qual indica que els constructors van tenir coneixement expert i dispositius d'acotament acurat per aconseguir el gradient mínim en el flux d'aigua. La construcció de Bisokotuva, una cisterna de comporta utilitzada per controlar el flux extern d'aigua en reserves, indica un avenç important dins la tecnologia de reg. Des del segle iii, aquestes comportes es van fer de maó i pedra i van ser col·locades a diversos nivells en els embassaments.

## Militar
Durant les etapes primerenques, el regne d'Anuradhapura no va tenir un exèrcit regular fort excepte un cos petit de soldats. Aquests van ser assignats per guardar la capital i el palau reial. El rei tenia el dret de reclamar un fill capacitat pel servei militar de cada família en el seu regne. En temps de guerra, un exèrcit més gran va ser format utilitzant aquest mètode. Un exèrcit consistia en quatre divisions principals; un cos d'elefants, cavalleria, carros i infanteria. Aquesta combinació va ser anomenada Chaturangani Sena (Quatre vegades exèrcit). Tanmateix, la majoria de l'exèrcit era infanteria compost d'homes amb espasa, amb llança i arquers.
Quan un exèrcit estava preparat, era manat per diversos generals. El Comandant-en-cap de l'exèrcit era normalment un membre de noblesa. El rei i els seus generals van dirigir l'exèrcit durant les batalles muntats en elefants. Les ciutats importants del regne van ser defensades amb parets defensives i fosses. Setges, sovint durant diversos mesos, foren comuns durant les guerres. Un combat singular entre els reis o els comandants de cada exèrcit, muntats en elefants, sovint decidien el resultat de la batalla.
Els mercenaris indis del sud eren sovint emprat en els exèrcits del regne d'Anuradhapura durant les seves etapes últimes. Manavamma i Moggallana I (491–508) van obtenir l'assistència dels Pal·laves durant les disputes de successió per assegurar el tron. Tanmateix, el regne d'Anuradhapura sembla haver tingut exèrcits forts durant alguns períodes, com quan Sena II va enviar els seus exèrcits a l'Índia del sud contra el rei Pandya. Gajabahu I també va llançar una invasió contra l'Índia del sud per rescatar 12.000 captius, i va fer 12.000 presoners a més d'alliberar captius. Sorprenentment tanmateix, una flota no va ser considerada important durant el regne d'Anuradhapura, i rarament es va mantenir un grup rellevant de vaixells. Això hauria estat la primera línia de defensa per un estat insular i també hauria estat útil per fer front a invasions des de l'Índia del sud.